# 김성준 (기자)
김성준(1964년 11월 12일 ~ )은 대한민국의 언론인으로 1991년 SBS 공채 1기 기자로 입사했으며, 그 이후로 앵커로 활동하고 있다가 2019년 7월에 터진 영등포구청역 몰카 사건으로 인하여 그 달에 퇴사하였다.

## 학력
- 중앙대학교 사범대학 부속초등학교 졸업
- 중앙대학교 사범대학 부속중학교 졸업
- 경기고등학교 졸업
- 워싱턴 대학교 정치경제학 학사
- 컬럼비아 대학교 대학원 정치학 석사

## 경력
- 1990년 : 동서경제연구소 연구원
- 1991년 : SBS 공채 1기 기자 입사
- SBS 보도국 사회부 기자
- SBS 보도국 경제부 기자
- SBS 보도국 정치부 기자
- SBS 출발 모닝와이드 앵커 (첫 번째)
- SBS 워싱턴 특파원
- SBS 정치부 차장, 청와대 출입기자
- 한국외국어대학교 언론정보학부 겸임교수
- SBS 출발 모닝와이드 앵커 (두 번째)
- SBS 보도국 편집1부 차장, 부장, 8 뉴스 앵커 (첫 번째)
- 2015년 11월 : SBS 보도본부 정치부장
- 2016년 8월 ~ 2016년 12월 : SBS 보도본부 뉴스제작국장
- 2016년 12월 ~ 2017년 5월 : SBS 보도본부장, 8 뉴스 앵커 (두 번째)
- 2017년 ~ 2019년 : 14대 관훈클럽 감사
- 2017년 5월 ~ 2017년 8월 : SBS 미래부 선임기자
- 2017년 8월 ~ 2019년 7월 : SBS 보도본부 논설위원

## 라디오
- SBS 러브FM《시사전망대》(2017년 9월 1일 ~ 2019년 7월 3일)